# Duolingo English Test
Bài kiểm tra tiếng Anh Duolingo (DET), là một bài kiểm tra tiêu chuẩn về trình độ tiếng Anh dành cho những người nói tiếng Anh không phải là tiếng mẹ đẻ. DET được phát triển bởi công ty công nghệ giáo dục Duolingo và được phát hành vào năm 2016. Trong Đại dịch COVID-19 nhiều trường đại học và tổ chức chấp nhận sử bài kiểm của Duolingo, giúp cho Bài kiểm tra Duolingo trở nên nổi tiếng.

## Ưu điểm và nhược điểm

### Ưu điểm
Duolingo English Test giúp thí sinh có thể làm bài thi bất cứ lúc nào, từ bất cứ đâu trên thế giới và nhận kết quả trong vòng 48 giờ, là một công cụ kiểm tra trình độ ngôn ngữ hiện đại được thiết kế dành cho sinh viên và tổ chức quốc tế ngày nay. Nó cung cấp điểm thông thạo tiếng Anh, phỏng vấn qua video và viết mẫu trong một trải nghiệm kiểm tra dễ tiếp cận, hiệu quả và an toàn . Phí bài thi là 59 USD,  rẻ hơn rất nhiều so với các bài thi IELTS là 200 USD và TOEFL là 180 USD.

### Nhược điểm
- Tự học thực hành chưa nhiều[3]
- Yêu cầu mạng ổn[4]
- Các bài nói quá nhanh ,ít thời gian để trả lời[5]
- Bạn chỉ có thể học một số từ vựng và cụm từ. ...[6]

## Quy đổi điểm Duolingo ra TOEFL và IELTS
Duolingo English Test hoàn toàn dựa trên máy tính và có thể được thực hiện từ bất kỳ địa điểm nào có kết nối internet. Bài kiểm tra được chấm theo thang điểm 10-160, với số điểm trên 120 được coi là thành thạo tiếng Anh. Bài kiểm tra có tính thích ứng, có nghĩa là mức độ khó của các câu hỏi sẽ điều chỉnh theo mức độ khả năng của người làm bài kiểm tra.
Một trong những ưu điểm chính của Duolingo English Test là sự tiện lợi và dễ tiếp cận. Thí sinh có thể làm bài thi bất cứ lúc nào, từ bất cứ đâu trên thế giới và nhận kết quả trong vòng 48 giờ. Ngoài ra, bài kiểm tra có giá cả phải chăng và thường có chi phí thấp hơn các bài kiểm tra trình độ tiếng Anh khác như TOEFL hoặc IELTS .
| TOEFL (0-100) | IELTS (0-9) | Bài kiểm tra tiếng Anh Duolingo (10-160) |
| ------------- | ----------- | ---------------------------------------- |
| 120           | 8,5-9       | 160                                      |
| 119           | số 8        | 155                                      |
| 117-118       | số 8        | 150                                      |
| 113-116       | 7,5         | 145                                      |
| 109-112       | 7,5         | 140                                      |
| 104-108       | 7           | 135                                      |
| 98-103        | 7           | 130                                      |
| 93-97         | 6,5         | 125                                      |
| 87-92         | 6,5         | 120                                      |
| 82-86         | 6           | 115                                      |
| 76-81         | 6           | 110                                      |
| 70-75         | 6           | 105                                      |
| 65-69         | 5,5         | 100                                      |
| 59-64         | 5,5         | 95                                       |
| 53-58         | 5           | 90                                       |
| 47-52         | 5           | 85                                       |
| 41-46         | 5           | 80                                       |
| 35-40         | 4,5         | 75                                       |
| 30-34         | 4,5         | 70                                       |
| 24-29         | 4,5         | 65                                       |
| 0-23          | 0-4         | 10-60                                    |

Mẫu: Dữ liệu TOEFL bao gồm 328 báo cáo điểm chính thức và 1.095 điểm tự báo cáo. Dữ liệu IELTS bao gồm 1.643 báo cáo điểm số chính thức và 4.420 điểm tự báo cáo.
Lưu ý: chỉ số quy điểm trên được cung cấp bởi Duolingo, công ty tạo ra bài kiểm tra DET.

## Yêu cầu thi
- Bạn phải ở một mình trong một căn phòng yên tĩnh và đủ sáng[11]
- Không che tai và camera phải quay được rõ tai[12]
- Camera phải quay được rõ mặt và không bị mờ[13]
- Không đeo tai nghe ngoài hoặc tai nghe trong[14]
- Không có các tài liệu bên ngoài bao gồm thiết bị di động, ghi chú hoặc sổ sách[15]
- Không sao chép hoặc nhớ trước câu trả lời từ các nguồn tài liệu khác[16]
- Không giao tiếp với bất kỳ ai[11]
- Không sử dụng bút viết hoặc giấy[11]
- Không rời khỏi cửa sổ thi vì bất kỳ lý do gì[15]
- Không sử dụng bất kỳ tính năng đoán và gợi ý văn bản hay phần mềm kiểm tra chính tả/ngữ pháp nào[16]
- Không sử dụng bất kỳ phần mềm camera nào của bên thứ ba[16]
- Không sử dụng màn hình thứ hai hoặc bất kỳ phần mềm nào nhằm chia sẻ màn hình hoặc điều khiển từ xa[17]
- Chỉ sử dụng một bàn phím để đánh máy và chỉ sử dụng một con chuột[17]
- Nói ít nhất 30 giây theo chủ đề của phần thi nói có chấm điểm[13]
- Không sử dụng tên hoặc giấy tờ tùy thân của người khác để làm bài thi[16]